# Neoperla zwicki
Neoperla zwicki és una espècie d'insecte plecòpter pertanyent a la família dels pèrlids.

## Descripció
- Els adults són de color ocraci i tenen el pronot lleugerament més ample que llarg i unes ales que fan entre 11 i 12 mm de llargària.
- El penis dels mascles és llarg i moderadament esvelt.
- La femella no ha estat encara descrita.[3]

## Hàbitat
En el seu estadi immadur és aquàtic i viu a l'aigua dolça, mentre que com a adult és terrestre i volador.

## Distribució geogràfica
Es troba a les illes Filipines: Mindanao.